# مايكون أسيس
مايكون أسيس هو لاعب كرة قدم برازيلي في مركز الوسط، ولد في 4 مارس 1990 في بينتو غونسالفيس في البرازيل. لعب مع نادي فاسكو دا غاما.

## وصلات خارجية
- مايكون أسيس على موقع قاعدة بيانات كرة القدم.إي يو (الإنجليزية)
- مايكون أسيس على موقع Soccerway.com (الإنجليزية)